# Matryca grawerowana
Matryca grawerowana – matryca wykonana techniką (dawniej) grawerowania ręcznego lub (współcześnie) komputerowej obróbki CNC - frezowanie 2,5D.
Matryce grawerowane znajdują zastosowanie w poligrafii, gdzie są stosowane do tłoczenia i hotprintu (złocenia). Typowym materiałem stosowanym w produkcji matryc grawerowanych jest mosiądz MO59, charakteryzujący się wysoką wytrzymałością i dobrą podatnością na obróbkę skrawaniem. Matryce grawerowane cechują się dużą wytrzymałością, wysoką precyzją wykonania (możliwość wykonania detali poniżej 0,1  mm) oraz możliwością odwzorowania elementów trójwymiarowych /2,5D/ (do tłoczeń). Wadą matryc grawerowanych jest czas wykonania proporcjonalny do ilości detali oraz wyższa cena względem stosowanych alternatywnie matryc chemigraficznych. Szczególnym rodzajem matryc grawerowanych są grawerowane matryce strukturalne.